# االاوال‌پور
االاوال‌پور (به انگلیسی: Alawalpur) یک منطقهٔ مسکونی در هند است که در پنجاب (هند) واقع شده‌است.

## خصوصیات
االاوال‌پور ۷٬۱۷۲ نفر جمعیت دارد و ۲۳۲ متر بالاتر از سطح دریا واقع شده‌است.